# Devine (Texas)
Devine é uma cidade localizada no estado norte-americano do Texas, no Condado de Medina.

## Demografia
Segundo o censo norte-americano de 2000, a sua população era de 4140 habitantes.
Em 2006, foi estimada uma população de 4482, um aumento de 342 (8.3%).

## Geografia
De acordo com o United States Census Bureau tem uma área de
8,1 km², dos quais 8,1 km² cobertos por terra e 0,0 km² cobertos por água. Devine localiza-se a aproximadamente 197 m acima do nível do mar.

## Localidades na vizinhança
O diagrama seguinte representa as localidades num raio de 24 km ao redor de Devine.